# Polska na Zimowych Igrzyskach Olimpijskich 2014
Polska reprezentacja na Zimowych Igrzyskach Olimpijskich 2014 w Soczi liczyła 59 sportowców i jednego zawodnika rezerwowego, w tym 35 (+1) mężczyzn i 24 kobiet. Reprezentacja Polski miała swoich przedstawicieli w 11 spośród wszystkich 15 dyscyplin. Pierwotnie zawodników miało być 56, jednak skład reprezentacji poszerzyli Joanna Zając, Jan Antolec oraz Paweł Klisz. Chorążym reprezentacji był bobsleista Dawid Kupczyk, który w powołanej polskiej ekipie był najstarszym zawodnikiem wśród reprezentantów Polski oraz najbardziej doświadczonym olimpijczykiem, jako że olimpiada w Soczi była jego piątymi igrzyskami w karierze.
Pod względem cenności wywalczonych przez Polaków medali był to najlepszy wynik w całej historii występów polskich sportowców na zimowych igrzyskach olimpijskich. Pod względem liczby złotych medali był to najlepszy występ na igrzyskach olimpijskich od letnich igrzysk w Sydney w 2000 roku. Po raz pierwszy w historii polski sportowiec zdobył dwa złote medale na jednych zimowych igrzyskach olimpijskich. Był to skoczek narciarski Kamil Stoch, który zdobył złote medale zarówno na normalnej, jak i na dużej skoczni. Ponadto Justyna Kowalczyk, zdobywając złoty medal w biegu na 10 km techniką klasyczną, została pierwszym polskim sportowcem, który na dwóch zimowych igrzyskach olimpijskich zdobył złoty medal. Pierwszy raz złoty medal wywalczono również w łyżwiarstwie szybkim.
W kwietniu 2014 bobsleista Daniel Zalewski został zdyskwalifikowany za doping, a czwórka bobslejowa pozbawiona 27. miejsca.

## Zdobyte medale
| Medale według dni | Medale według dni | Medale według dni | Medale według dni | Medale według dni | Medale według dni | Medale według dni |
| ----------------- | ----------------- | ----------------- | ----------------- | ----------------- | ----------------- | ----------------- |
| Dzień             | Data              | złoto             | srebro            | brąz              | Razem             |                   |
| Dzień 0           | 07.02             | —                 | —                 | —                 | —                 |                   |
| Dzień 1           | 08.02             | 0                 | 0                 | 0                 | 0                 |                   |
| Dzień 2           | 09.02             | 1                 | 0                 | 0                 | 1                 |                   |
| Dzień 3           | 10.02             | 0                 | 0                 | 0                 | 0                 |                   |
| Dzień 4           | 11.02             | 0                 | 0                 | 0                 | 0                 |                   |
| Dzień 5           | 12.02             | 0                 | 0                 | 0                 | 0                 |                   |
| Dzień 6           | 13.02             | 1                 | 0                 | 0                 | 1                 |                   |
| Dzień 7           | 14.02             | 0                 | 0                 | 0                 | 0                 |                   |
| Dzień 8           | 15.02             | 2                 | 0                 | 0                 | 2                 |                   |
| Dzień 9           | 16.02             | 0                 | 0                 | 0                 | 0                 |                   |
| Dzień 10          | 17.02             | 0                 | 0                 | 0                 | 0                 |                   |
| Dzień 11          | 18.02             | 0                 | 0                 | 0                 | 0                 |                   |
| Dzień 12          | 19.02             | 0                 | 0                 | 0                 | 0                 |                   |
| Dzień 13          | 20.02             | 0                 | 0                 | 0                 | 0                 |                   |
| Dzień 14          | 21.02             | 0                 | 0                 | 0                 | 0                 |                   |
| Dzień 15          | 22.02             | 0                 | 1                 | 1                 | 2                 |                   |
| Dzień 16          | 23.02             | 0                 | 0                 | 0                 | 0                 |                   |

| Medal  | Zawodnik                                                                      | Dyscyplina          | Konkurencja       | Rezultat | Data      |
| ------ | ----------------------------------------------------------------------------- | ------------------- | ----------------- | -------- | --------- |
| Złoto  | Kamil Stoch                                                                   | Skoki narciarskie   | normalna skocznia | 278,0    | 9 lutego  |
| Złoto  | Justyna Kowalczyk                                                             | Biegi narciarskie   | bieg indywidualny | 28:17,8  | 13 lutego |
| Złoto  | Zbigniew Bródka                                                               | Łyżwiarstwo szybkie | bieg na 1500 m    | 1:45,006 | 15 lutego |
| Złoto  | Kamil Stoch                                                                   | Skoki narciarskie   | duża skocznia     | 278,7    | 15 lutego |
| Srebro | Katarzyna Bachleda-Curuś Natalia Czerwonka Katarzyna Woźniak Luiza Złotkowska | Łyżwiarstwo szybkie | bieg drużynowy    | 3:05,55  | 22 lutego |
| Brąz   | Zbigniew Bródka Konrad Niedźwiedzki Jan Szymański                             | Łyżwiarstwo szybkie | bieg drużynowy    | 3:41,94  | 22 lutego |

## Nagrody finansowe
12 października Polski Komitet Olimpijski uchwalił regulamin dotyczący wysokości nagród finansowych za zdobycie medali na Zimowych Igrzyskach Olimpijskich 2014.
| Konkurencje  | Konkurencje | Złoty medal    | Srebrny medal | Brązowy medal   |
| ------------ | ----------- | -------------- | ------------- | --------------- |
| indywidualne | zawodnik    | do 120 tys. zł | do 80 tys. zł | do 50 tys. zł   |
| indywidualne | trener      | do 60 tys. zł  | do 40 tys. zł | do 25 tys. zł   |
| drużynowe    | zawodnik    | do 90 tys. zł  | do 60 tys. zł | do 37,5 tys. zł |
| drużynowe    | trener      | do 60 tys. zł  | do 40 tys. zł | do 25 tys. zł   |

## Sponsorzy
Sponsorami Polskiego Komitetu Olimpijskiego, a co za tym idzie reprezentacji Polski na igrzyska w Soczi były firmy: Totalizator Sportowy (sponsor generalny), Kulczyk Investment (sponsor strategiczny), Tauron Polska Energia, Kompania Piwowarska, Peugeot Polska oraz 4F (sponsor kolekcji olimpijskiej). Ponadto oficjalnymi partnerami reprezentacji Polski byli: Columna Medica, Carolina Medical Center, Grupa TRIAS, Lotnisko Chopina, Polskie Radio oraz Rzeczpospolita.

## Statystyki według dyscyplin
Najwięcej reprezentantów Polski wystąpiło w biathlonie, biegach narciarskich i łyżwiarstwie szybkim. Żaden reprezentant nie wystąpił w curlingu, hokeju na lodzie, łyżwiarstwie figurowym i skeletonie.
| Lp      | Dyscyplina            | Mężczyźni | Kobiety | Łącznie |
| ------- | --------------------- | --------- | ------- | ------- |
| 1       | Biathlon              | 5         | 5       | 10      |
| 2       | Biegi narciarskie     | 5         | 5       | 10      |
| 3       | Bobsleje              | 4 (+1)    | –       | 4 (+1)  |
| 4       | Kombinacja norweska   | 1         | –       | 1       |
| 5       | Łyżwiarstwo szybkie   | 6         | 4       | 10      |
| 6       | Narciarstwo alpejskie | 3         | 3       | 6       |
| 7       | Narciarstwo dowolne   | –         | 1       | 1       |
| 8       | Saneczkarstwo         | 3         | 2       | 5       |
| 9       | Short track           | –         | 1       | 1       |
| 10      | Skoki narciarskie     | 5         | –       | 5       |
| 11      | Snowboarding          | 3         | 3       | 6       |
| Łącznie | Łącznie               | 35 (+1)   | 24      | 59 (+1) |

## Skład reprezentacji

### Biathlon

#### Mężczyźni
- Grzegorz Guzik
- Rafał Lepel
- Krzysztof Pływaczyk
- Łukasz Słonina
- Łukasz Szczurek

| Konkurencja       | Zawodnik            | Czas      | Strzelanie | Miejsce |
| ----------------- | ------------------- | --------- | ---------- | ------- |
| Sprint            | Grzegorz Guzik      | 28:77,2   | 4+1        | 85.     |
| Sprint            | Rafał Lepel         | 28:85,8   | 1+1        | 86.     |
| Sprint            | Krzysztof Pływaczyk | 26:62,3   | 0+1        | 64.     |
| Sprint            | Łukasz Szczurek     | 27:57,2   | 2+0        | 77.     |
| Bieg indywidualny | Grzegorz Guzik      | 1:00:20,7 | 1+2+0+1    | 86.     |
| Bieg indywidualny | Krzysztof Pływaczyk | 58:12,5   | 3+0+1+1    | 77.     |
| Bieg indywidualny | Łukasz Słonina      | 1:00:29,5 | 0+2+0+1    | 86.     |
| Bieg indywidualny | Łukasz Szczurek     | 55:18,6   | 0+0+1+0    | 51.     |
| Sztafeta          | Krzysztof Pływaczyk | LAP       | 2+12       | 19.     |
| Sztafeta          | Łukasz Szczurek     | LAP       | 2+12       | 19.     |
| Sztafeta          | Łukasz Słonina      | LAP       | 2+12       | 19.     |
| Sztafeta          | Rafał Lepel         | LAP       | 2+12       | 19.     |

#### Kobiety
- Paulina Bobak (rezerwowa, nie wystąpiła)
- Magdalena Gwizdoń
- Monika Hojnisz
- Weronika Nowakowska-Ziemniak
- Krystyna Pałka

| Konkurencja       | Zawodniczka                  | Czas      | Strzelanie | Miejsce |
| ----------------- | ---------------------------- | --------- | ---------- | ------- |
| Sprint            | Magdalena Gwizdoń            | 22:51,2   | 1+1        | 40.     |
| Sprint            | Monika Hojnisz               | 21:55,1   | 0+0        | 21.     |
| Sprint            | Weronika Nowakowska-Ziemniak | 21:37,6   | 1+0        | 7.      |
| Sprint            | Krystyna Pałka               | 22:27,8   | 1+0        | 33.     |
| Bieg pościgowy    | Magdalena Gwizdoń            | 33:14,3   | 1+0+1+0    | 38.     |
| Bieg pościgowy    | Monika Hojnisz               | 31:14,0   | 0+0+0+2    | 19.     |
| Bieg pościgowy    | Weronika Nowakowska-Ziemniak | 31:25,4   | 1+0+1+0    | 20.     |
| Bieg pościgowy    | Krystyna Pałka               | 32:56,3   | 1+0+1+1    | 34.     |
| Bieg indywidualny | Magdalena Gwizdoń            | 48:44,1   | 1+1+0+0    | 32.     |
| Bieg indywidualny | Monika Hojnisz               | 46:44,3   | 1+0+0+1    | 12.     |
| Bieg indywidualny | Weronika Nowakowska-Ziemniak | 48:35,2   | 1+1+2+0    | 31.     |
| Bieg indywidualny | Krystyna Pałka               | 46:27,3   | 0+0+0+0    | 10.     |
| Bieg masowy       | Monika Hojnisz               | 36:20,5   | 0+0+0+0    | 5.      |
| Bieg masowy       | Weronika Nowakowska-Ziemniak | 37:35,2   | 1+0+2+1    | 20.     |
| Bieg masowy       | Krystyna Pałka               | 37:33,9   | 1+0+1+0    | 19.     |
| Sztafeta          | Krystyna Pałka               | 1:12:34,4 | 4+8        | 10.     |
| Sztafeta          | Magdalena Gwizdoń            | 1:12:34,4 | 4+8        | 10.     |
| Sztafeta          | Weronika Nowakowska-Ziemniak | 1:12:34,4 | 4+8        | 10.     |
| Sztafeta          | Monika Hojnisz               | 1:12:34,4 | 4+8        | 10.     |

#### Sztafeta mieszana
| Konkurencja       | Zawodnik            | Czas      | Strzelanie | Miejsce |
| ----------------- | ------------------- | --------- | ---------- | ------- |
| Sztafeta mieszana | Krystyna Pałka      | 1:13:36,0 | 0+6        | 13.     |
| Sztafeta mieszana | Magdalena Gwizdoń   | 1:13:36,0 | 0+6        | 13.     |
| Sztafeta mieszana | Łukasz Szczurek     | 1:13:36,0 | 0+6        | 13.     |
| Sztafeta mieszana | Krzysztof Pływaczyk | 1:13:36,0 | 0+6        | 13.     |

### Biegi narciarskie

#### Mężczyźni
- Jan Antolec
- Sebastian Gazurek
- Paweł Klisz
- Maciej Kreczmer
- Maciej Staręga

| Konkurencja            | Zawodnik          | Kwalifikacje | Kwalifikacje | Ćwierćfinały | Ćwierćfinały | Półfinały | Półfinały | Finały    | Finały  |
| Konkurencja            | Zawodnik          | Czas         | Miejsce      | Czas         | Miejsce      | Czas      | Miejsce   | Czas      | Miejsce |
| ---------------------- | ----------------- | ------------ | ------------ | ------------ | ------------ | --------- | --------- | --------- | ------- |
| Bieg łączony           | Jan Antolec       | —            | —            | —            | —            | —         | —         | 1:18:18,8 | 64.     |
| Bieg łączony           | Paweł Klisz       | —            | —            | —            | —            | —         | —         | 1:17:18,5 | 61.     |
| Bieg łączony           | Maciej Kreczmer   | —            | —            | —            | —            | —         | —         | 1:11:47,6 | 39.     |
| Sprint stylem dowolnym | Sebastian Gazurek | 3:46,12      | 57.          | NQ           | NQ           | NQ        | NQ        | NQ        | NQ      |
| Sprint stylem dowolnym | Maciej Staręga    | 3:51,84      | 67.          | NQ           | NQ           | NQ        | NQ        | NQ        | NQ      |
| Bieg indywidualny      | Sebastian Gazurek | —            | —            | —            | —            | —         | —         | 43:06,7   | 55.     |
| Bieg indywidualny      | Paweł Klisz       | —            | —            | —            | —            | —         | —         | 43:51,6   | 64.     |
| Bieg indywidualny      | Maciej Kreczmer   | —            | —            | —            | —            | —         | —         | 40:58,7   | 29.     |
| Bieg indywidualny      | Maciej Staręga    | —            | —            | —            | —            | —         | —         | 44:07,1   | 66.     |
| Sztafeta               | Jan Antolec       | —            | —            | —            | —            | —         | —         | 1:35:46,5 | 15.     |
| Sztafeta               | Sebastian Gazurek | —            | —            | —            | —            | —         | —         | 1:35:46,5 | 15.     |
| Sztafeta               | Maciej Kreczmer   | —            | —            | —            | —            | —         | —         | 1:35:46,5 | 15.     |
| Sztafeta               | Maciej Staręga    | —            | —            | —            | —            | —         | —         | 1:35:46,5 | 15.     |
| Sprint drużynowy       | Maciej Kreczmer   | —            | —            | —            | —            | 23:53,09  | 15.       | NQ        | NQ      |
| Sprint drużynowy       | Maciej Staręga    | —            | —            | —            | —            | 23:53,09  | 15.       | NQ        | NQ      |

#### Kobiety
- Sylwia Jaśkowiec
- Justyna Kowalczyk
- Kornelia Kubińska
- Paulina Maciuszek
- Agnieszka Szymańczak

| Konkurencja                                 | Zawodniczka          | Kwalifikacje | Kwalifikacje | Ćwierćfinały | Ćwierćfinały | Półfinały | Półfinały | Finały    | Finały  |
| Konkurencja                                 | Zawodniczka          | Czas         | Miejsce      | Czas         | Miejsce      | Czas      | Miejsce   | Czas      | Miejsce |
| ------------------------------------------- | -------------------- | ------------ | ------------ | ------------ | ------------ | --------- | --------- | --------- | ------- |
| Bieg łączony                                | Justyna Kowalczyk    | —            | —            | —            | —            | —         | —         | 39:29,7   | 6.      |
| Bieg łączony                                | Kornelia Kubińska    | —            | —            | —            | —            | —         | —         | 41:19,4   | 34.     |
| Bieg łączony                                | Paulina Maciuszek    | —            | —            | —            | —            | —         | —         | 41:00,6   | 29.     |
| Bieg łączony                                | Agnieszka Szymańczak | —            | —            | —            | —            | —         | —         | 42:22,3   | 45.     |
| Sprint stylem dowolnym                      | Sylwia Jaśkowiec     | 3:01,21      | 63.          | NQ           | NQ           | NQ        | NQ        | NQ        | NQ      |
| Sprint stylem dowolnym                      | Agnieszka Szymańczak | 2:43,06      | 41.          | NQ           | NQ           | NQ        | NQ        | NQ        | NQ      |
| Bieg indywidualny (10 km stylem klasycznym) | Justyna Kowalczyk    | —            | —            | —            | —            | —         | —         | 28:17,8   | złoto   |
| Bieg indywidualny (10 km stylem klasycznym) | Kornelia Kubińska    | —            | —            | —            | —            | —         | —         | 30:43,5   | 26.     |
| Bieg indywidualny (10 km stylem klasycznym) | Paulina Maciuszek    | —            | —            | —            | —            | —         | —         | 31:25,8   | 39.     |
| Bieg masowy (30 km stylem dowolnym)         | Sylwia Jaśkowiec     | —            | —            | —            | —            | —         | —         | 1:15:47,6 | 33.     |
| Bieg masowy (30 km stylem dowolnym)         | Justyna Kowalczyk    | —            | —            | —            | —            | —         | —         | DNF       | DNF     |
| Bieg masowy (30 km stylem dowolnym)         | Kornelia Kubińska    | —            | —            | —            | —            | —         | —         | 1:19:57,7 | 43.     |
| Bieg masowy (30 km stylem dowolnym)         | Paulina Maciuszek    | —            | —            | —            | —            | —         | —         | 1:18:44,7 | 41.     |
| Sztafeta                                    | Sylwia Jaśkowiec     | —            | —            | —            | —            | —         | —         | 54:38,9   | 7.      |
| Sztafeta                                    | Justyna Kowalczyk    | —            | —            | —            | —            | —         | —         | 54:38,9   | 7.      |
| Sztafeta                                    | Kornelia Kubińska    | —            | —            | —            | —            | —         | —         | 54:38,9   | 7.      |
| Sztafeta                                    | Paulina Maciuszek    | —            | —            | —            | —            | —         | —         | 54:38,9   | 7.      |
| Sprint drużynowy                            | Sylwia Jaśkowiec     | —            | —            | —            | —            | 16:49,43  | 4. Q      | 16:35,54  | 5.      |
| Sprint drużynowy                            | Justyna Kowalczyk    | —            | —            | —            | —            | 16:49,43  | 4. Q      | 16:35,54  | 5.      |

### Bobsleje

#### Mężczyźni
- Dawid Kupczyk
- Paweł Mróz
- Marcin Niewiara (nie wystąpił)
- Daniel Zalewski
- Michał Kasperowicz (zawodnik rezerwowy)

| Konkurencja      | Zawodnik                                                    | 1. przejazd | 1. przejazd | 2. przejazd | 2. przejazd | 3. przejazd | 3. przejazd | 4. przejazd | 4. przejazd | Suma | Suma    |
| Konkurencja      | Zawodnik                                                    | Czas        | Miejsce     | Czas        | Miejsce     | Czas        | Miejsce     | Czas        | Miejsce     | Czas | Miejsce |
| ---------------- | ----------------------------------------------------------- | ----------- | ----------- | ----------- | ----------- | ----------- | ----------- | ----------- | ----------- | ---- | ------- |
| Dwójki mężczyzn  | Dawid Kupczyk Paweł Mróz                                    | 57,90       | 26.         | 58,07       | 27.         | 57,98       | 27.         | NQ          | NQ          | DNF  | 27.     |
| Czwórki mężczyzn | Dawid Kupczyk Paweł Mróz Michał Kasperowicz Daniel Zalewski | 56,57       | 28.         | 56,45       | 27.         | 56,47       | 25.         | NQ          | NQ          | DNF  | DQ.     |

### Kombinacja norweska
- Adam Cieślar

| Konkurencja                     | Zawodnik     | Skok   | Skok    | Bieg    | Bieg    | Miejsce |
| Konkurencja                     | Zawodnik     | Punkty | Miejsce | Czas    | Miejsce | Miejsce |
| ------------------------------- | ------------ | ------ | ------- | ------- | ------- | ------- |
| Skocznia normalna/bieg na 10 km | Adam Cieślar | 104,1  | 42.     | 25:18,7 | 35.     | 39.     |
| Skocznia duża/bieg na 10 km     | Adam Cieślar | 122,0  | 32.     | 24:10,8 | 37.     | 37.     |

### Łyżwiarstwo szybkie

#### Mężczyźni
- Zbigniew Bródka
- Sebastian Druszkiewicz
- Konrad Niedźwiedzki
- Artur Nogal
- Jan Szymański
- Artur Waś

| Konkurencja   | Zawodnik               | Wyścig 1. | Wyścig 1. | Wyścig 2. | Wyścig 2. | Finał    | Finał   |
| Konkurencja   | Zawodnik               | Czas      | Miejsce   | Czas      | Miejsce   | Czas     | Miejsce |
| ------------- | ---------------------- | --------- | --------- | --------- | --------- | -------- | ------- |
| 500 metrów    | Artur Nogal            | 35,83     | 38.       | 35,66     | 33.       | 71,49    | 36.     |
| 500 metrów    | Artur Waś              | 35,01     | 8.        | 35,19     | 12.       | 70,21    | 9.      |
| 1000 metrów   | Zbigniew Bródka        | —         | —         | —         | —         | 1:09,66  | 14.     |
| 1000 metrów   | Konrad Niedźwiedzki    | —         | —         | —         | —         | 1:09,76  | 16.     |
| 1500 metrów   | Zbigniew Bródka        | —         | —         | —         | —         | 1:45,006 | złoto   |
| 1500 metrów   | Konrad Niedźwiedzki    | —         | —         | —         | —         | 1:47,77  | 20.     |
| 1500 metrów   | Jan Szymański          | —         | —         | —         | —         | 1:46,86  | 15.     |
| 5000 metrów   | Sebastian Druszkiewicz | —         | —         | —         | —         | 6:37,16  | 23.     |
| 5000 metrów   | Jan Szymański          | —         | —         | —         | —         | 6:26,35  | 13.     |
| 10 000 metrów | Sebastian Druszkiewicz | —         | —         | —         | —         | 13:45,31 | 14.     |

| Konkurencja    | Zawodnicy                                         | Ćwierćfinał | Ćwierćfinał | Półfinał | Półfinał | o 3. miejsce | o 3. miejsce |
| Konkurencja    | Zawodnicy                                         | Czas        | Miejsce     | Czas     | Miejsce  | Czas         | Miejsce      |
| -------------- | ------------------------------------------------- | ----------- | ----------- | -------- | -------- | ------------ | ------------ |
| Bieg drużynowy | Zbigniew Bródka Konrad Niedźwiedzki Jan Szymański | 3:42,78     | 2. Q        | 3:52,08  | 4.       | 3:41,94      | brąz         |

#### Kobiety
- Katarzyna Bachleda-Curuś
- Natalia Czerwonka
- Katarzyna Woźniak
- Luiza Złotkowska

| Konkurencja | Zawodniczka              | Finał   | Finał   |
| Konkurencja | Zawodniczka              | Czas    | Miejsce |
| ----------- | ------------------------ | ------- | ------- |
| 1000 metrów | Natalia Czerwonka        | 1:17,93 | 23.     |
| 1000 metrów | Luiza Złotkowska         | 1:18,38 | 29.     |
| 1500 metrów | Katarzyna Bachleda-Curuś | 1:57.18 | 6.      |
| 1500 metrów | Natalia Czerwonka        | 1:58.46 | 15.     |
| 1500 metrów | Luiza Złotkowska         | 1:58.18 | 11.     |
| 3000 metrów | Katarzyna Bachleda-Curuś | DSQ     | DSQ     |
| 3000 metrów | Natalia Czerwonka        | 4:13,26 | 16.     |
| 3000 metrów | Luiza Złotkowska         | 4:14,19 | 18.     |
| 5000 metrów | Katarzyna Woźniak        | 7:28,53 | 15.     |

| Konkurencja    | Zawodniczki                                                                    | Ćwierćfinał | Ćwierćfinał | Półfinał | Półfinał | Finał   | Finał   |
| Konkurencja    | Zawodniczki                                                                    | Czas        | Miejsce     | Czas     | Miejsce  | Czas    | Miejsce |
| -------------- | ------------------------------------------------------------------------------ | ----------- | ----------- | -------- | -------- | ------- | ------- |
| Bieg drużynowy | Katarzyna Bachleda-Curuś Natalia Czerwonka Luiza Złotkowska Katarzyna Woźniak* | 3:02,12     | 4. Q        | 3:00,60  | 2. Q     | 3:05,55 | srebro  |

* Katarzyna Woźniak wystąpiła w finale zamiast Natalii Czerwonki.

### Narciarstwo alpejskie

#### Mężczyźni
- Maciej Bydliński
- Mateusz Garniewicz
- Michał Jasiczek

| Zawodnik           | Konkurencja     | Zjazd 1. | Zjazd 1. | Zjazd 2. | Zjazd 2. | Suma    | Miejsce |
| Zawodnik           | Konkurencja     | Czas     | Miejsce  | Czas     | Miejsce  | Suma    | Miejsce |
| ------------------ | --------------- | -------- | -------- | -------- | -------- | ------- | ------- |
| Maciej Bydliński   | Superkombinacja | 1:57,36  | 35.      | DNF      | DNF      | DNF     | DNF     |
| Maciej Bydliński   | Supergigant     | 1:22,51  | 38.      | —        | —        | 1:22,51 | 38.     |
| Maciej Bydliński   | Slalom          | DNF      | DNF      | DNF      | DNF      | DNF     | DNF     |
| Mateusz Garniewicz | Slalom          | 54,93    | 53.      | DNF      | DNF      | DNF     | DNF     |
| Michał Jasiczek    | Slalom          | 52,88    | 45.      | 1:00,60  | 22.      | 1:53,48 | 23.     |

#### Kobiety
- Karolina Chrapek
- Maryna Gąsienica-Daniel
- Aleksandra Kluś-Zamiedzowy

| Konkurencja     | Zawodniczka             | Zjazd 1. | Zjazd 1. | Zjazd 2. | Zjazd 2. | Suma    | Miejsce |
| Konkurencja     | Zawodniczka             | Czas     | Miejsce  | Czas     | Miejsce  | Suma    | Miejsce |
| --------------- | ----------------------- | -------- | -------- | -------- | -------- | ------- | ------- |
| Zjazd           | Karolina Chrapek        | 1:46,90  | 33.      | —        | —        | 1:46,90 | 33.     |
| Superkombinacja | Karolina Chrapek        | 1:47,28  | 28.      | 54,52    | 17.      | 2:41,80 | 17.     |
| Supergigant     | Karolina Chrapek        | DNF      | DNF      | —        | —        | DNF     | DNF     |
| Supergigant     | Maryna Gąsienica-Daniel | DNF      | DNF      | —        | —        | DNF     | DNF     |
| Slalom gigant   | Karolina Chrapek        | 1:23,89  | 36.      | 1:21,92  | 32.      | 2:45,81 | 33.     |
| Slalom gigant   | Maryna Gąsienica-Daniel | 1:23,18  | 35.      | 1:22,32  | 34.      | 2:45,50 | 32.     |
| Slalom          | Karolina Chrapek        | DNF      | DNF      | DNF      | DNF      | DNF     | DNF     |
| Slalom          | Maryna Gąsienica-Daniel | DNF      | DNF      | DNF      | DNF      | DNF     | DNF     |
| Slalom          | Aleksandra Kluś         | DNF      | DNF      | DNF      | DNF      | DNF     | DNF     |

### Narciarstwo dowolne

#### Kobiety
- Karolina Riemen-Żerebecka

| Konkurencja | Zawodniczka               | Kwalifikacje | Kwalifikacje | 1/8 finału | Ćwierćfinał | Półfinał | Finał | Miejsce końcowe |
| Konkurencja | Zawodniczka               | Czas         | Miejsce      | 1/8 finału | Ćwierćfinał | Półfinał | Finał | Miejsce końcowe |
| ----------- | ------------------------- | ------------ | ------------ | ---------- | ----------- | -------- | ----- | --------------- |
| Skicross    | Karolina Riemen-Żerebecka | 1:24,86      | 18. Q        | 9. Q       | DNF         | NQ       | NQ    | 15.             |

### Saneczkarstwo

#### Mężczyźni
- Maciej Kurowski
- Karol Mikrut
- Patryk Poręba

| Konkurencja | Zawodnik                   | 1. przejazd | 1. przejazd | 2. przejazd | 2. przejazd | 3. przejazd | 3. przejazd | 4. przejazd | 4. przejazd | Suma     | Suma    |
| Konkurencja | Zawodnik                   | Czas        | Miejsce     | Czas        | Miejsce     | Czas        | Miejsce     | Czas        | Miejsce     | Czas     | Miejsce |
| ----------- | -------------------------- | ----------- | ----------- | ----------- | ----------- | ----------- | ----------- | ----------- | ----------- | -------- | ------- |
| Jedynki     | Maciej Kurowski            | 53,234      | 25.         | 52,988      | 24.         | 52,637      | 23.         | 52,538      | 20.         | 3:31,397 | 23.     |
| Dwójki      | Karol Mikrut Patryk Poręba | 51,010      | 17.         | 51,170      | 15.         | —           | —           | —           | —           | 1:42,180 | 15.     |

#### Kobiety
- Ewa Kuls
- Natalia Wojtuściszyn

| Konkurencja | Zawodniczka          | 1. przejazd | 1. przejazd | 2. przejazd | 2. przejazd | 3. przejazd | 3. przejazd | 4. przejazd | 4. przejazd | Suma     | Suma    |
| Konkurencja | Zawodniczka          | Czas        | Miejsce     | Czas        | Miejsce     | Czas        | Miejsce     | Czas        | Miejsce     | Czas     | Miejsce |
| ----------- | -------------------- | ----------- | ----------- | ----------- | ----------- | ----------- | ----------- | ----------- | ----------- | -------- | ------- |
| Jedynki     | Ewa Kuls             | 51,362      | 23.         | 51,031      | 18.         | 51,424      | 21.         | 51,550      | 22.         | 3:25,367 | 21.     |
| Jedynki     | Natalia Wojtuściszyn | 51,138      | 16.         | 51,168      | 22.         | 51,141      | 19.         | 51,199      | 18.         | 3:24,646 | 16.     |

#### Sztafeta
| Konkurencja | Zawodnicy                                                       | 1. przejazd | 2. przejazd | 3. przejazd | Suma     | Suma    |
| Konkurencja | Zawodnicy                                                       | Czas        | Czas        | Czas        | Czas     | Miejsce |
| ----------- | --------------------------------------------------------------- | ----------- | ----------- | ----------- | -------- | ------- |
| Sztafeta    | Natalia Wojtuściszyn Maciej Kurowski Patryk Poręba Karol Mikrut | 54,937      | 56,737      | 58,079      | 2:49,753 | 8.      |

### Short track

#### Kobiety
- Patrycja Maliszewska

| Konkurencja         | Zawodniczka          | Kwalifikacje | Kwalifikacje | Ćwierćfinał | Ćwierćfinał | Półfinał | Półfinał | Finał | Finał   | Miejsce |
| Konkurencja         | Zawodniczka          | Czas         | Pozycja      | Czas        | Pozycja     | Czas     | Pozycja  | Czas  | Pozycja | Miejsce |
| ------------------- | -------------------- | ------------ | ------------ | ----------- | ----------- | -------- | -------- | ----- | ------- | ------- |
| Bieg na 500 metrów  | Patrycja Maliszewska | 44,154       | 18.          | NQ          | NQ          | NQ       | NQ       | NQ    | NQ      | 18.     |
| Bieg na 1000 metrów | Patrycja Maliszewska | 1:32,975     | 18.          | 1:32,376    | 14.         | NQ       | NQ       | NQ    | NQ      | 14.     |

### Skoki narciarskie
- Maciej Kot
- Dawid Kubacki
- Kamil Stoch
- Jan Ziobro
- Piotr Żyła

| Konkurencja       | Zawodnik                                     | Kwalifikacje | Kwalifikacje | Kwalifikacje | Runda 1.          | Runda 1. | Runda 1. | Runda 2.                | Runda 2. | Runda 2. | Suma   | Suma    |
| Konkurencja       | Zawodnik                                     | Odległość    | Punkty       | Miejsce      | Odległość         | Punkty   | Miejsce  | Odległość               | Punkty   | Miejsce  | Punkty | Miejsce |
| ----------------- | -------------------------------------------- | ------------ | ------------ | ------------ | ----------------- | -------- | -------- | ----------------------- | -------- | -------- | ------ | ------- |
| Skocznia normalna | Maciej Kot                                   | 98,5         | 123,7        | 5. Q         | 101,5             | 131,6    | 7. Q     | 98,5                    | 124,2    | 13.      | 255,8  | 7.      |
| Skocznia normalna | Dawid Kubacki                                | 95,5         | 115,7        | 13. Q        | 97,5              | 118,3    | 31.      | NQ                      | NQ       | NQ       | 118,3  | 32.     |
| Skocznia normalna | Kamil Stoch                                  | 100,0        | –            | PQ           | 105,5             | 142,0    | 1. Q     | 103,5                   | 136,0    | 1.       | 278,0  | złoto   |
| Skocznia normalna | Jan Ziobro                                   | 95,0         | 113,2        | 22. Q        | 101,0             | 130,6    | 9. Q     | 99,0                    | 121,8    | 17.      | 252,4  | 13.     |
| Skocznia duża     | Maciej Kot                                   | 126,0        | 115,4        | 9. Q         | 126,0             | 125,4    | 12. Q    | 123,5                   | 125,0    | 12.      | 250,4  | 12.     |
| Skocznia duża     | Kamil Stoch                                  | DNS          | DNS          | PQ           | 139,0             | 143,4    | 1. Q     | 132,5                   | 135,3    | 4.       | 278,7  | złoto   |
| Skocznia duża     | Jan Ziobro                                   | 123,0        | 109,0        | 13. Q        | 128,5             | 122,1    | 16. Q    | 129,5                   | 124,5    | 13.      | 246,6  | 15.     |
| Skocznia duża     | Piotr Żyła                                   | 118,0        | 101,3        | 27. Q        | 118,0             | 108,7    | 34.      | NQ                      | NQ       | NQ       | 108,7  | 34.     |
| Konkurs drużynowy | Maciej Kot Kamil Stoch Jan Ziobro Piotr Żyła | —            | —            | —            | 131,5 130,5 121,0 | 489,2    | 4. Q     | 129,0 135,0 133,0 132,0 | 522,6    | 1.       | 1011,8 | 4.      |

### Snowboarding

#### Mężczyźni
- Maciej Jodko
- Mateusz Ligocki
- Michał Ligocki

| Konkurencja     | Zawodnik        | Kwalifikacje | Kwalifikacje | 1/8 finału | 1/8 finału | Ćwierćfinał | Ćwierćfinał | Półfinał | Półfinał | Finał | Finał   | Miejsce końcowe |
| Konkurencja     | Zawodnik        | Wynik        | Pozycja      | Wynik      | Pozycja    | Wynik       | Pozycja     | Wynik    | Pozycja  | Wynik | Pozycja | Miejsce końcowe |
| --------------- | --------------- | ------------ | ------------ | ---------- | ---------- | ----------- | ----------- | -------- | -------- | ----- | ------- | --------------- |
| Snowboard cross | Maciej Jodko    | odwołane     | Q            | 25.        | 25.        | NQ          | NQ          | NQ       | NQ       | NQ    | NQ      | 25.             |
| Snowboard cross | Mateusz Ligocki | odwołane     | Q            | 33.        | 33.        | NQ          | NQ          | NQ       | NQ       | NQ    | NQ      | 33.             |
| Halfpipe        | Michał Ligocki  | 55,00        | 31.          | —          | —          | —           | —           | NQ       | NQ       | NQ    | NQ      | 31.             |

#### Kobiety
- Aleksandra Król
- Karolina Sztokfisz
- Joanna Zając

| Konkurencja              | Zawodnik           | Kwalifikacje | Kwalifikacje | Miejsce końcowe |
| Konkurencja              | Zawodnik           | Wynik        | Pozycja      | Miejsce końcowe |
| ------------------------ | ------------------ | ------------ | ------------ | --------------- |
| Halfpipe                 | Joanna Zając       | 47,75        | 22.          | 22.             |
| Slalom gigant równoległy | Aleksandra Król    | DSQ          | DSQ          | DSQ             |
| Slalom gigant równoległy | Karolina Sztokfisz | 2:08,40      | 28.          | 28.             |
| Slalom równoległy        | Aleksandra Król    | 1:07,42      | 30.          | 30.             |
| Slalom równoległy        | Karolina Sztokfisz | 1:06,01      | 25.          | 25.             |